# Blok dolnośląski
Blok dolnośląski – jednostka geologiczna w południowo-zachodniej Polsce.
Blok dolnośląski jest najdalej na północ wysuniętą częścią Masywu Czeskiego. Składa się z dwóch mniejszych bloków − bloku przedsudeckiego i bloku sudeckiego (Sudetów), oddzielonych sudeckim uskokiem brzeżnym.
Od północy graniczy z blokiem południowowielkopolskim i leżącą na nim monokliną przedsudecką oraz monokliną śląsko-krakowską linią uskoku środkowej Odry; od zachodu z perykliną Żar; od wschodu ze strefą śląsko-morawską. Na południowym zachodzie obcina go uskok górnej Łaby.
Geograficznie obejmuje Sudety, Przedgórze Sudeckie oraz południowe części Niziny Śląskiej i Niziny Śląsko-Łużyckiej.

## Literatura dodatkowa
- Józef Oberc: Budowa geologiczna Polski, t. IV Tektonika, cz. 2 Sudety i obszary przyległe, Wydawnictwa Geologiczne, Warszawa 1972
- Ewa Stupnicka: Geologia regionalna Polski, Wydawnictwa Geologiczne, Warszawa 1997
- Regionalizacja Tektoniczna Polski